# Joseph Silverstein
Joseph Silverstein (Detroit, 21 de marzo de 1932 - Boston, 22 de noviembre de 2015) fue un director de orquesta, violinista y profesor de música estadounidense.

## Biografía
Comenzó su carrera de dirección cuando fue nombrado director asistente de la Orquesta Sinfónica de Boston en 1971, después de haber actuado como concertino con dicha orquesta durante nueve años, renunciando a su puesto luego de una serie de desacuerdos con el director Seiji Ozawa sobre el estilo interpretativo que éste eligió para la orquesta. Joseph Silverstein fue director musical interino de la Orquesta Filarmónica de Florida y director principal invitado de la Northwest Chamber Orchestra de Seattle. Ha sido asesor artístico de orquestas como la Orquesta Sinfónica de Hartford, la Orquesta Sinfónica de Kansas City, Orquesta Sinfónica de Baltimore y las de Toledo, Florida, Alabama, Winnipeg, Oakland y Louisville, todas ellas en Estados Unidos. Ha sido director musical de las Orquestas Sinfónicas de Chautauqua y de Utah, de esta última es director laureado.  
Además de director, Silverstein fue un activo solista, pedagogo e intérprete de música de cámara. Durante las últimas temporadas ha actuado en recitales en Boston, Nueva York, Cleveland y Detroit. En 1962 organizó los Boston Symphony Chamber Players y es intérprete desde 1993, de la Sociedad de Música de Cámara del Lincoln Center. Ha pertenecido a los claustros de la Universidad de Boston, el Instituto Tanglewood de la Universidad de Boston, la Universidad de Susquehanna y la Universidad de Yale.
Ha recibido distinciones honoríficas del Boston College, el Conservatorio de Música de Nueva Inglaterra, Universidad de Rhode Island y de la Universidad de Tufts. En la actualidad, forma parte del Claustro de la Escuela de Música Longy, en Cambridge (Massachusetts) y del Instituto de Música Curtis de Filadelfia. Ha grabado para RCA, Deutsche Grammophon, CBS, Nonesuch, New World Records, Telarc, Pro Arte, Delos Productions, Sony Classical y BMG-Verdi. Falleció el 22 de noviembre de 2015, en Boston, Massachusetts a causa de un ataque al corazón a los 83 años de edad.